# Jensen Huang
Jen-Hsun «Jensen» Huang (xinès tradicional: 黃仁勳. Tainan, 17 de febrer de 1963) és un empresari nord-americà nascut a Taiwan, enginyer elèctric i cofundador, president i conseller delegat de l’empresa de microxips Nvidia. La va cofundar el 1993 amb 30 anys. El març de 2024 Nvidia es va convertir en la tercera empresa més gran del món per capitalització borsària. El març de 2024, Forbes va estimar el valor net de Huang en 81.700 milions de dòlars, la qual cosa el convertia llavors en la 17a persona més rica del món.

## Primers anys i educació
Jensen Huang va néixer a Tainan, Taiwan, el 17 de febrer de 1963. La seva família es va traslladar a Tailàndia quan ell tenia cinc anys; quan tenia nou anys, ell i el seu germà van ser enviats als Estats Units per viure amb un oncle a Tacoma, Washington. Quan tenia deu anys, va viure al dormitori de nois amb el seu germà a l'Institut Baptista Oneida mentre assistia a l'escola primària Oneida a Oneida, Kentucky ; el seu oncle havia confós el que en realitat era una acadèmia de reforma religiosa amb un internat de prestigi. Diversos anys més tard, els seus pares també es van traslladar als Estats Units i es van establir a Oregon, on Huang es va graduar a l'Aloha High School a Aloha, Oregon. Va saltar-se dos anys, graduant-se als setze anys.
Huang va rebre la seva llicenciatura en enginyeria elèctrica a la Universitat Estatal d'Oregon el 1984, i el seu màster en enginyeria elèctrica a la Universitat Stanford el 1992.

## Carrera
Després de la universitat, Huang va ser director de CoreWare a LSI Logic i dissenyador de microprocessadors a Advanced Micro Devices (AMD). El 1993, als 30 anys, va cofundar Nvidia amb Chris Malachowsky i Curtis Priem i es va convertir en el seu conseller delegat i president. Els tres homes van fundar l'empresa en una reunió en un restaurant de carretera de Denny's a East San Jose.
Huang ha estat actualment el conseller delegat de la companyia durant més de tres dècades, "un mandat gairebé inèdit a la Silicon Valley en moviment ràpid". Posseeix el 3,6% de les accions de Nvidia, que van sortir a borsa el 1999. Va guanyar 24,6 milions de dòlars com a conseller delegat el 2007, el que el va situar com el 61è conseller delegat dels EUA més ben pagat segons Forbes. El 8 de març de 2024, el patrimoni net d'Huang és de 81,7 miliards de dòlars segons Forbes, el que el converteix en la 17a persona més rica del món i la persona més rica d'ascendència xinesa, superant Zhong Shanshan.

### Filantropia
El 2022, Huang va donar a la seva alma mater, la Universitat Estatal d'Oregon, 50 milions de dòlars com a part d'una donació de 200 milions de dòlars per a la creació d'un institut de supercomputació al campus.
Huang va donar a la seva altra alma mater, la Universitat Stanford, 30 milions de dòlars que van servir per construir el Centre d'Enginyeria Jen-Hsun Huang. L'edifici és el segon dels quatre que formen el Quadern de Ciència i Enginyeria de Stanford. Huang va donar a la seva alma mater Oneida Baptist Institute 10 milions de dòlars per a construir el Huang Hall, un nou dormitori per a noies i un edifici d'aules.

## Premis

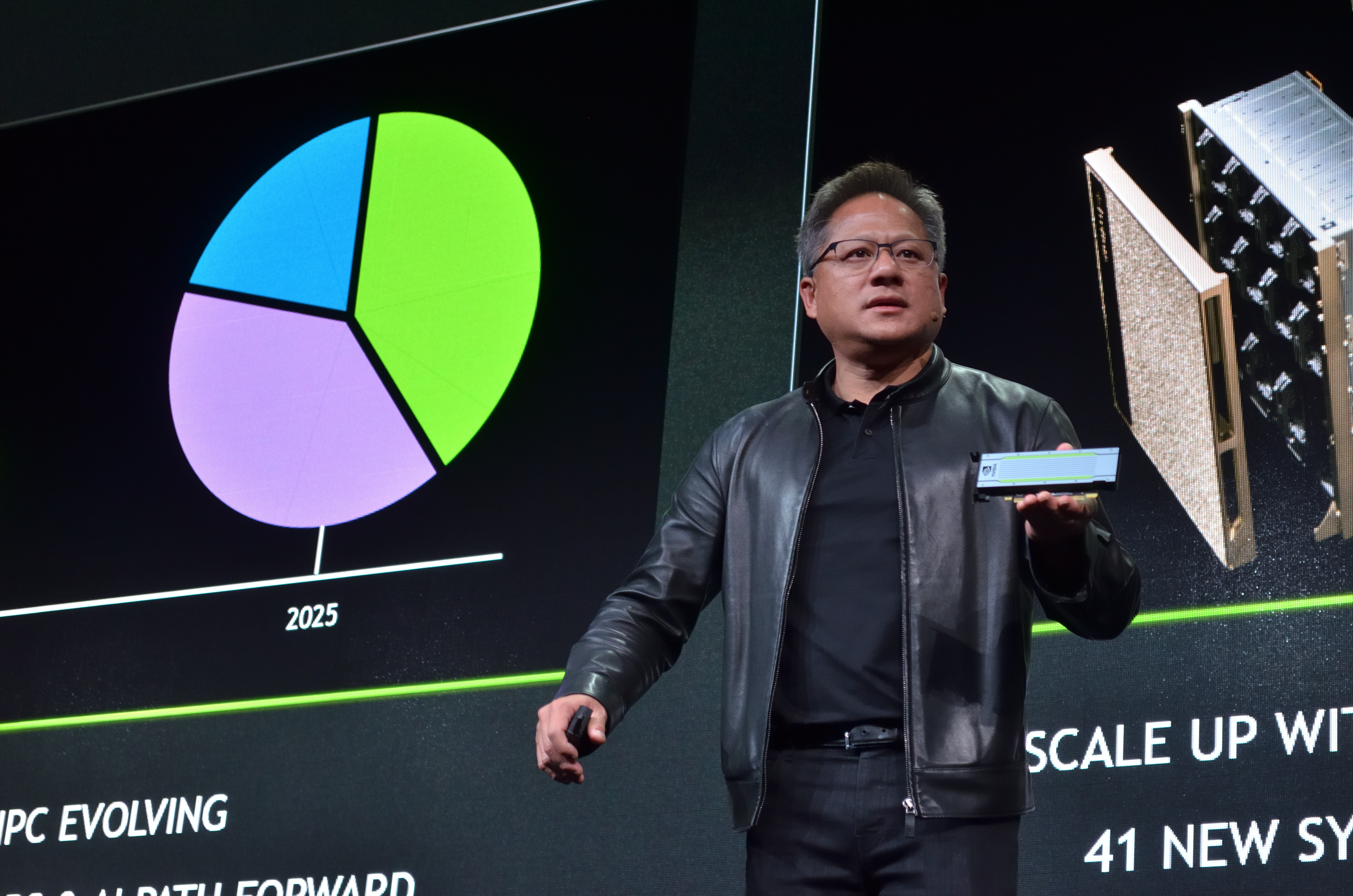
Jensen Huang a SC18

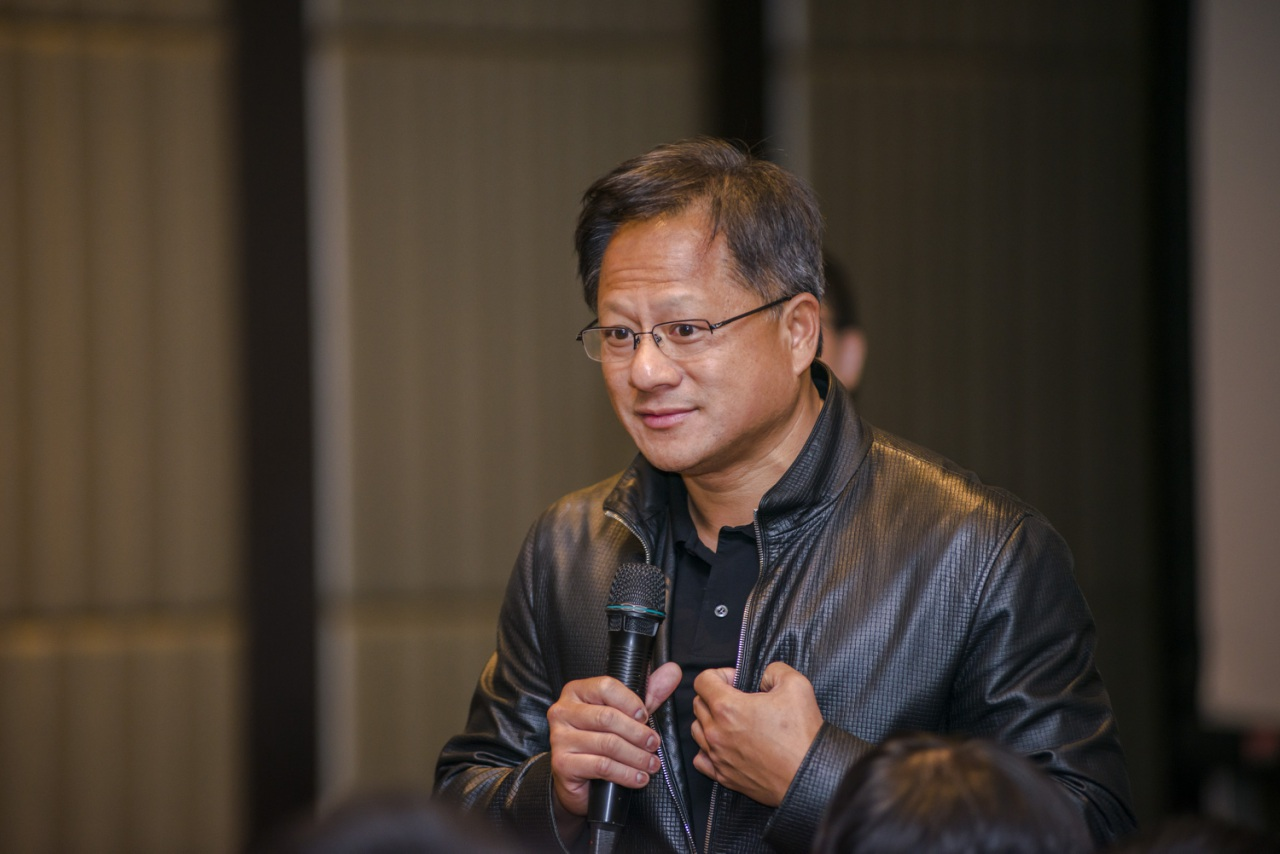
Jensen Huang a Taipei

- 1999: Ernst & Young nomenat Emprenedor de l'Any en Alta Tecnologia[16]
- 2002: va rebre el premi Daniel J. Epstein Engineering Management de la Universitat del Sud de Califòrnia[17]
- 2004: Va rebre el premi Dr. Morris Chang Exemplary Leadership Award de la Fabless Semiconductor Association, que reconeix un líder que ha fet contribucions excepcionals per impulsar el desenvolupament, la innovació, el creixement i les oportunitats a llarg termini de la indústria dels semiconductors sense fables[18]
- 2005: nomenat Alumni Fellow per la Universitat Estatal d'Oregon[19]
- 2007: va rebre el premi Pioneer Business Leader de la Silicon Valley Education Foundation pel seu treball tant en el món corporatiu com filantròpic[20]
- Juny de 2009: va rebre un doctorat honoris causa de la Universitat Estatal d'Oregon[21]
- 2018: llistat a l' Edge 50 inaugural, nomenant els 50 millors influents del món en informàtica de punta[22]
- Octubre de 2019: nomenat CEO amb millor rendiment del món per la Harvard Business Review[23]
- Novembre de 2020: nomenat "director general de proveïdors de l'any" per Automotive News Europe Eurostars[24]
- Novembre de 2020: va rebre doctorat honoris causa de la Universitat Nacional de Taiwan[25][26]
- Agost de 2021: va rebre el premi Robert N. Noyce de la Semiconductor Industry Association (SIA), el màxim honor de la indústria[27]
- 2021 i 2024: es va incloure a <i id="mwrg">Time</i> 100, la llista anual ' Time de les 100 persones més influents del món[28][29]
- Febrer de 2024: elegit a l' Acadèmia Nacional d'Enginyeria "per a unitats de processament de gràfics d'alta potència, alimentant la revolució de la intel·ligència artificial"[30]
- Maig de 2024: reconegut com a homenatjat A1 per Gold House

## Vida personal
Mentre estava a la Universitat Estatal d'Oregon, Huang va conèixer la seva futura esposa, Lori Mills, la seva companya de laboratori d'enginyeria en aquell moment. Tenen dos fills, Spencer Huang i Madison Huang. Spencer va obrir un bar a Taipei l'any 2015 i va ser distingit com un dels 50 millors bars d'Àsia per Forbes. El bar va tancar el maig del 2021 i ara és cap de producte a Nvidia. Madison va treballar anteriorment a la indústria hotelera i actualment és directora de màrqueting de productes de Nvidia.
La família Huang vivia en cases habituals de classe mitjana a San José abans que Nvidia es fes pública el 1999. El 2003 es van traslladar a una casa més gran a Los Altos Hills, Califòrnia i el 2004 van adquirir una segona casa a Wailea, Hawaii. El 2017, una societat de responsabilitat limitada vinculada als Huang va adquirir una mansió a San Francisco per 38 milions de dòlars.
Huang i la presidenta i consellera delegada d'AMD, Lisa Su, són cosins germans.